# United International Airlines
United International Airlines es una aerolínea de carga serbia con sede en el Aeropuerto de Belgrado Nikola Tesla en Serbia.

## Historia
United International fue previamente operada bajo el nombre de Air Sofia y tuvo su sede en Sofía, Bulgaria. El 5 de marzo de 2007, tras el ingreso de Bulgaria en la Unión Europea, la aerolínea perdió su licencia del gobierno búlgaro al igual que otras cuatro aerolíneas. La aerolínea fue reubicada en Serbia.

## Flota
- 5 Antonov An-12 (YU-UIA. YU-UIB, YU-UIC, YU-UID, YU-UIE) vendidos todos ellos con el propósito de restablecer sus operaciones con algunos aviones cargueros más modernos.